# Cantone di Aubervilliers
Il Cantone di  è una divisione amministrativa dell'arrondissement di Saint-Denis.
È stato istituito a seguito della riforma dei cantoni del 2014, che è entrata in vigore con le elezioni dipartimentali del 2015.

## Composizione
Comprende il solo comune di Aubervilliers.